# 魯姆鎮區 (明尼蘇達州波爾克縣)
魯姆鎮區（英語：Roome Township）是位於美國明尼蘇達州波爾克縣的一個行政鎮區，於1879年設立。

## 地方資料
魯姆鎮區的面積為83.61平方千米，皆為陸地。根據2020年美國人口普查的數據，當地共有人口167人，而人口密度為每平方千米2人。